# Бицзян
Бицзя́н (кит. упр. 碧江, пиньинь Bìjiāng) — район городского подчинения городского округа Тунжэнь провинции Гуйчжоу (КНР).

## История
Во времена империи Мин в 1413 году была создана Тунжэньская управа (铜仁府). В 1598 году был создан уезд Тунжэнь (铜仁县). В 1880 году власти уезда Тунжэнь переехали, и разместились западнее места пребывания властей управы. После Синьхайской революции в Китае была проведена реформа структуры административного деления, в ходе которой управы были упразднены, и в 1913 году Тунжэньская управа была расформирована; место размещения её властей стало уездом Тунжэнь, а прежний уезд Тунжэнь был переименован в Цзянкоу.
После вхождения этих мест в состав КНР в конце 1949 года был создан Специальный район Тунжэнь (铜仁专区), и уезд Тунжэнь вошёл в его состав. В декабре 1958 года уезды Юйпин и Цзянкоу были присоединены к уезду Тунжэнь, но в августе 1961 года они были воссозданы. В 1966 году на стыке уездов Тунжэнь и Юйпин был создан Особый район Ваньшань.
В 1970 году Специальный район Тунжэнь был переименован в Округ Тунжэнь (铜仁地区).
Постановлением Госсовета КНР от 21 августа 1987 года уезд Тунжэнь был преобразован в городской уезд.
Постановлением Госсовета КНР от 22 октября 2011 года были расформированы округ Тунжэнь и городской уезд Тунжэнь, и образован городской округ Тунжэнь; территория бывшего городского уезда Тунжэнь стала при этом районом Бицзян в его составе.

## Административное деление
Район делится на 4 уличных комитета, 4 посёлка и 5 национальных волостей.